# قبله‌یابی

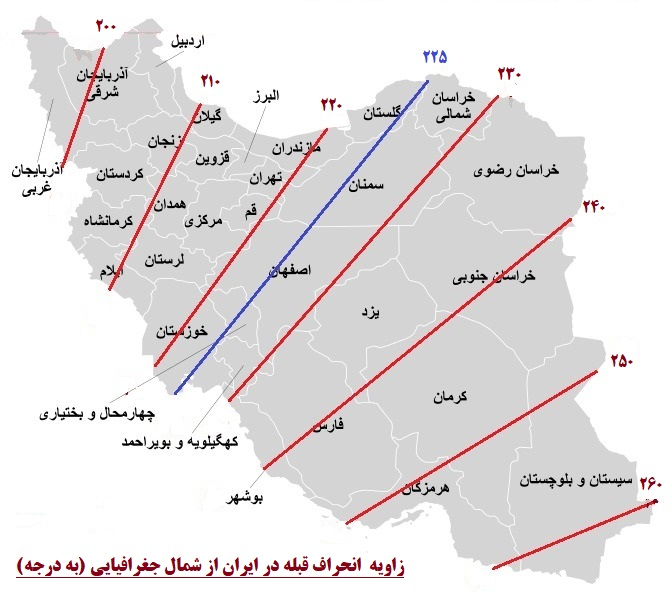
نقشه قبله شهرهای ایران - انحراف از شمال جغرافیایی

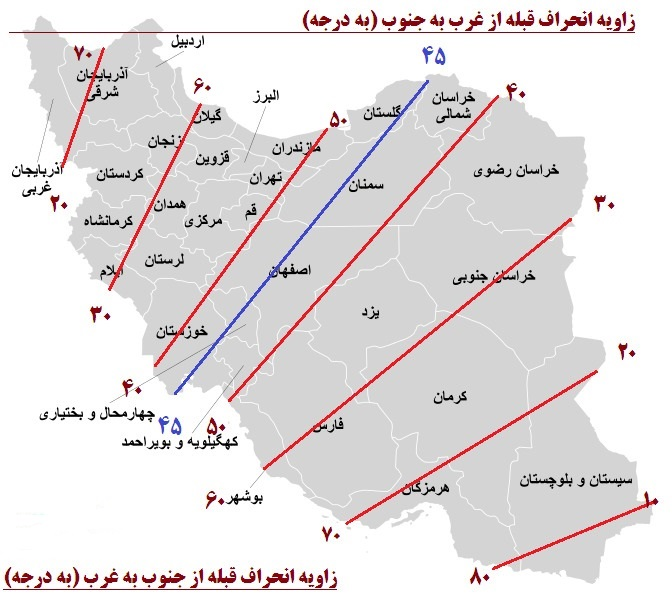
نقشه قبله شهرهای ایران - انحراف از جنوب یا غرب

قبله‌یابی علمی است مربوط به تعیین جهت قبلهٔ یک نقطهٔ جغرافیایی (جهت عبادات و مناسک اسلامی و استفاده در مکان‌های عمومی مانند مساجد و …)
در روش محاسباتی با داشتن طول و عرض جغرافیایی خانه کعبه و مکان دیگر، به محاسبه زاویه بین خط واصل دو نقطه و امتداد شمال جنوب با استفاده از روابط مثلثات کروی می‌پردازند.

## روشهای قبله‌یابی
قبله یا نمازسوی را از راه‌های گوناگونی می‌توان یافت:
- قبله‌نما: دقیق‌ترین روش تعیین قبله، به‌وسیله قبله‌نماست، که آن هم با یک قطب‌نما انجام می‌گیرد.
- قطب‌نما: هرگاه با قطب‌نما جهت شمال را مشخص کردیم، و با نقشه اختلاف زاویهٔ جهت قبله با قطب را اندازه‌گیری نمودیم -مطابق شکل- می‌توانیم جهت قبله را به صورت تقریبی بیابیم. این روش به دلیل در نظر نگرفتن انحنای زمین می‌تواند بسیار نادقیق باشد؛ مثلاً در آمریکای شمالی جهت قبله به سمت شمال یا شمال شرقی است، در صورتی که این روش جهت جنوب شرقی را نشان خواهد داد.
- سایه روزانهٔ شاخص: در هر نقطه کره زمین هر روز زمان خاصی سایه شاخص به سمت قبله امتداد پیدا می‌کند که گاه توأم با جدول تعیین اوقات شرعی محاسبه می‌شود.

سایه شاخص در دو روز خاص که خورشید دقیقاً بالای کعبه قرار می‌گیرد در زمان یکنواختی در تمام کره زمین به طرف قبله می‌باشد، یعنی اگر رو به خورشید بایستید، رو به قبله ایستاده‌اید. این دو زمان هنگام ظهر شهر مکه، یکی روز ۷ خرداد (۲۸ مه) ساعت ۱۳:۴۸ به وقت تابستانی ایران (۹:۱۸ گرینویچ)؛ و دیگری روز ۲۵ تیرماه (۱۶ ژوئیه) ساعت ۱۳:۵۷ به وقت تابستانی ایران (۹:۲۷ گرینویچ)؛ که ایندو تاریخ در بعضی سال‌ها بندرت یکروز متفاوت را نشان می‌دهد، البته برای قبله‌نمایی در مقیاس معمولی تفاوت چشمگیری در روز قبل یا بعد این دو تاریخ وجود ندارد و روزهای همجوار تنها یک دقیقه تفاوت زمانی و یا کسری ناچیزی تفاوت زاویه خورشید را نشان می‌دهد. این دو روز معمولاً سالانه در پایگاه اینترنتی مرکز تقویم ایران ذکر می‌شود.
- محراب مسجد: محراب مساجد به طرف قبله‌است. در نمازخانه‌ها هم معمولاً جهت قبله با پیکانی مشخص شده‌است.
- قبرستان: مرده را در قبر روی دست راست، به سمت قبله می‌خوابانند. پس اگر شما طوری ایستاده باشید که نوشته‌های سنگ قبر را به درستی می‌خوانید، سمت چپ‌تان قبله‌است.
- دستشویی: از آن‌جا که شرعاً قضای حاجت رو به قبله نباید باشد، معمولاً در مناطق مسلمان نشین که مستراح‌ها را متقاطع قبله می‌سازند می‌تواند کمک‌کار باشد.
- نقشه با دانستن جهات جغرافیایی محل، به کمک نقشه‌های انحراف قبلهٔ جهانی یا کشورها یا شهرها می‌توان جهت قبله را تعیین کرد.
- جدول با دانستن جهات جغرافیایی محل، به کمک جدولهای انحراف قبلهٔ مناطق یا شهرها می‌توان جهت قبله را تعیین کرد.